# Jean-Jacques Susini
Pour les articles homonymes, voir Susini.
Jean-Jacques Susini, né le 30 juillet 1933 à Alger (alors en Algérie française) et mort le 3 juillet 2017 à Paris, est un homme politique français.
Il est le cofondateur de l'Organisation de l'armée secrète (OAS) avec Pierre Lagaillarde.

## Biographie
D'origine corse, fils d'un cheminot qui fonda la fédération Force ouvrière outre-Méditerranée et se montrera favorable à l'indépendance de l'Algérie, Jean-Jacques Susini est élevé à Alger par sa grand-mère, Thomasine Palmieri, une ancienne institutrice. Il passe son bac à 15 ans et entame des études de médecine à Lyon puis Strasbourg.
En 1948, il adhère au RPF, parti fondé et dirigé par le général de Gaulle et se situe clairement à l'aile droite du mouvement, parmi les partisans les plus convaincus d'un coup d'État contre la IVe République. Regrettant que le Général n'ait finalement mené ses troupes au bord du Rubicon « que pour y pêcher à la ligne » (André Malraux), il se rapproche du groupuscule d'extrême droite néofasciste Jeune Nation puis fonde sa propre organisation, le Mouvement national étudiant.
En 1958, lors de l'opération Résurrection, il monta un réseau d’une soixantaine d’étudiants, qui disposait de relais dans l’armée, replié dans la région du Forez, en vue d’y constituer un maquis. Quelques jours après l’investiture officielle du général de Gaulle, ordre leur fut donné de réintégrer leurs lieux de résidence, les putschistes, ayant obtenu gain de cause.
En 1959, Jean-Jacques Susini est président de l'Association générale des étudiants d'Algérie.
En janvier 1960, il organise les journées des barricades, avec Joseph Ortiz et l'avocat Pierre Lagaillarde, ce qui lui vaut d'être incarcéré à la prison de la Santé car le 24 janvier 1960 à Alger, une manifestation interdite se solde par une intense fusillade avec les gendarmes chargés du maintien de l'ordre, faisant 14 tués et 119 blessés chez les gendarmes.
Bénéficiant d'une liberté provisoire, il s'enfuit et trouve asile en Espagne, à Madrid, avec le général Raoul Salan, Pierre Lagaillarde, et Joseph Ortiz, où il crée l'Organisation armée secrète (OAS). Il dirige l'Action psychologique et la propagande (APP) de l'organisation. Il retourne à Alger le 22 avril 1961 lors du putsch des généraux, puis, après l'échec de l'insurrection, fuit en Italie le 20 juillet 1962, où il reste pendant cinq ans sous une fausse identité. Après l'arrestation de Raoul Salan et d'Edmond Jouhaud, il prend le commandement de l'organisation.
Il est condamné deux fois, par contumace, à la peine de mort par la Cour de sûreté de l'État, pour son appartenance à l'OAS et comme inspirateur de l'attentat manqué contre le président de la République française, le général de Gaulle, au mémorial du Mont Faron dominant Toulon, en août 1964. Une bombe placée dans une jarre n'explosa pas et fut découverte quelques jours plus tard. D'après Jacques Delarue, cet attentat avait été organisé par Jean-Jacques Susini et Gilles Buscia.
Amnistié sur décision du général de Gaulle en 1968, avec les autres dirigeants de l'OAS encore incarcérés, il revient en France, mais, soupçonné d'avoir commandité un braquage, il est à nouveau arrêté en mars 1970 et placé seize mois en détention provisoire avant d'être acquitté par la cour d'assises des Bouches-du-Rhône.
En octobre 1972, il est à nouveau arrêté et placé en détention provisoire pendant deux ans pour avoir organisé l'enlèvement et la disparition du colonel Raymond Gorel, ex-trésorier de l'OAS, et il est acquitté par la Cour d'assises des Bouches-du-Rhône. Il termine ses études de médecine en 1978 puis passe un DEA de sciences économiques, prend la tête d'une PME et travaille comme consultant. Il est à nouveau amnistié en 1981, à la suite de l'élection de François Mitterrand.
Candidat pour le Front national aux élections législatives de 1997 dans la 4e circonscription des Bouches-du-Rhône, il est battu au second tour par Guy Hermier (PCF) en obtenant 41,64 % des voix. Après la scission du FN, il reste dans ce parti et s'oppose au Mouvement national républicain (MNR).
Il meurt le 3 juillet 2017 à l'âge de 83 ans, à son domicile parisien dans le 17e arrondissement de Paris. Il est enterré au cimetière du Père-Lachaise.

## Ouvrages
- Histoire de l'OAS, La Table ronde, 1964 (SUDOC 023602902).
- À qui profite l'inflation ? (préf. Jacques Austruy), Paris, Presses universitaires de France, coll. « Travaux et recherches de l'Université de droit, d'économie et de sciences sociales de Paris : sciences économiques » (no 14), 1985, 122 p. (ISBN 2-13-039288-1).
- Avec Bertrand Le Gendre, Confessions du no 2 de l'OAS, Les Arènes, 2012  (ISBN 2-352-04188-0).